# Åsa Brandt

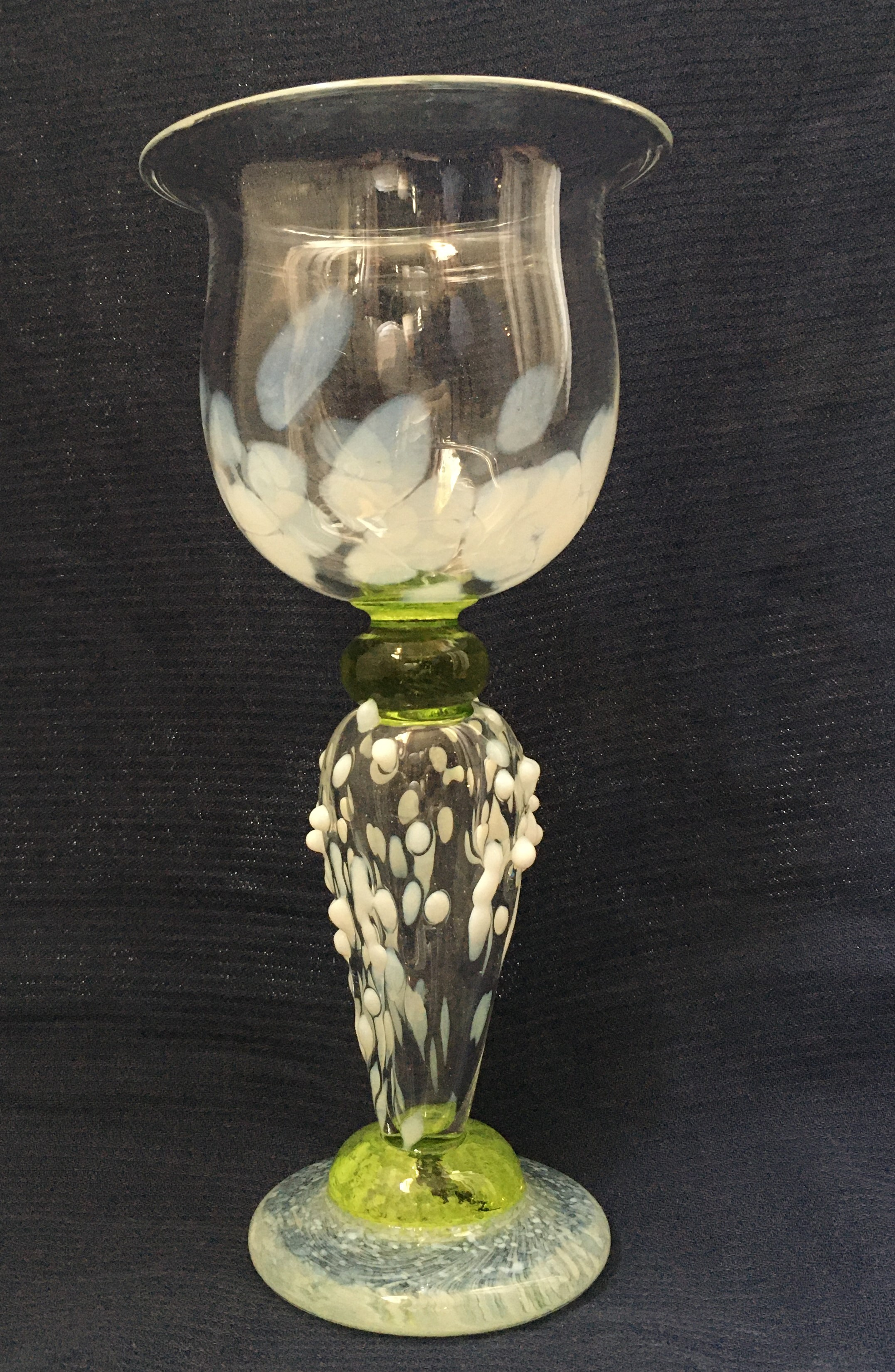
pokalglas av Åsa Brandt

Åsa Brandt, född 1940, är en svensk glaskonstnär som är internationellt erkänd. Hon startade 1968 Europas första studioglashytta i Torshälla.
Åsa Brandt har utbildad sig vid Konstfack (1962–1967), Gerrit Rietveld Academie i Amsterdam (1966) och Royal College of Art (1967). Hon finns representerad bland annat på Nationalmuseum, Örebro läns museum, Sveriges glasmuseum, Tokyos nationalmuseum för modern konst och Corning Museum of Glass i Corning i USA. Hon har skapat offentliga utsmyckningar på bland annat Mälarsjukhuset, Sankt Andreas kyrka i Eskilstuna, Arlanda flygplats och Kitayama Children Daycare Center i Tokyo.
Åsa Brandt är bosatt i Torshälla sedan 1968.